# Ácido 4-amino-5-hidroxinaftaleno-2,7-dissulfônico
Ácido 4-amino-5-hidroxinaftaleno-2,7-dissulfônico é o composto orgânico de fórmula C10H9NO7S2 e massa molecular 319,31. É classificado com o número CAS 5460-09-3.
É comercializado comumente na forma de seu sal de sódio hidrato, de fórmula C10H8NNaO7S2·H2O, massa molecular 359,31, classificado com o número CAS 343321-59-5 e número MDL MFCD00150460. Quando anidro, massa molecular 341,30.

## Usos
É intermediário na síntese de diversos corantes. 
É chamado na indústria de corantes de "ácido H", sendo um dos chamados "ácidos de letras".
Entre os corantes dos quais é intermediário, encontram-se: 
- laranja reativo 96;
- preto reativo 5;
- vermelhos reativos 108, 120, 152, 194, 198, 219, 231,  24:1, 250, 251, 3, 45:1 e 92.